# Chrám Kristova vzkříšení (Petrohrad)

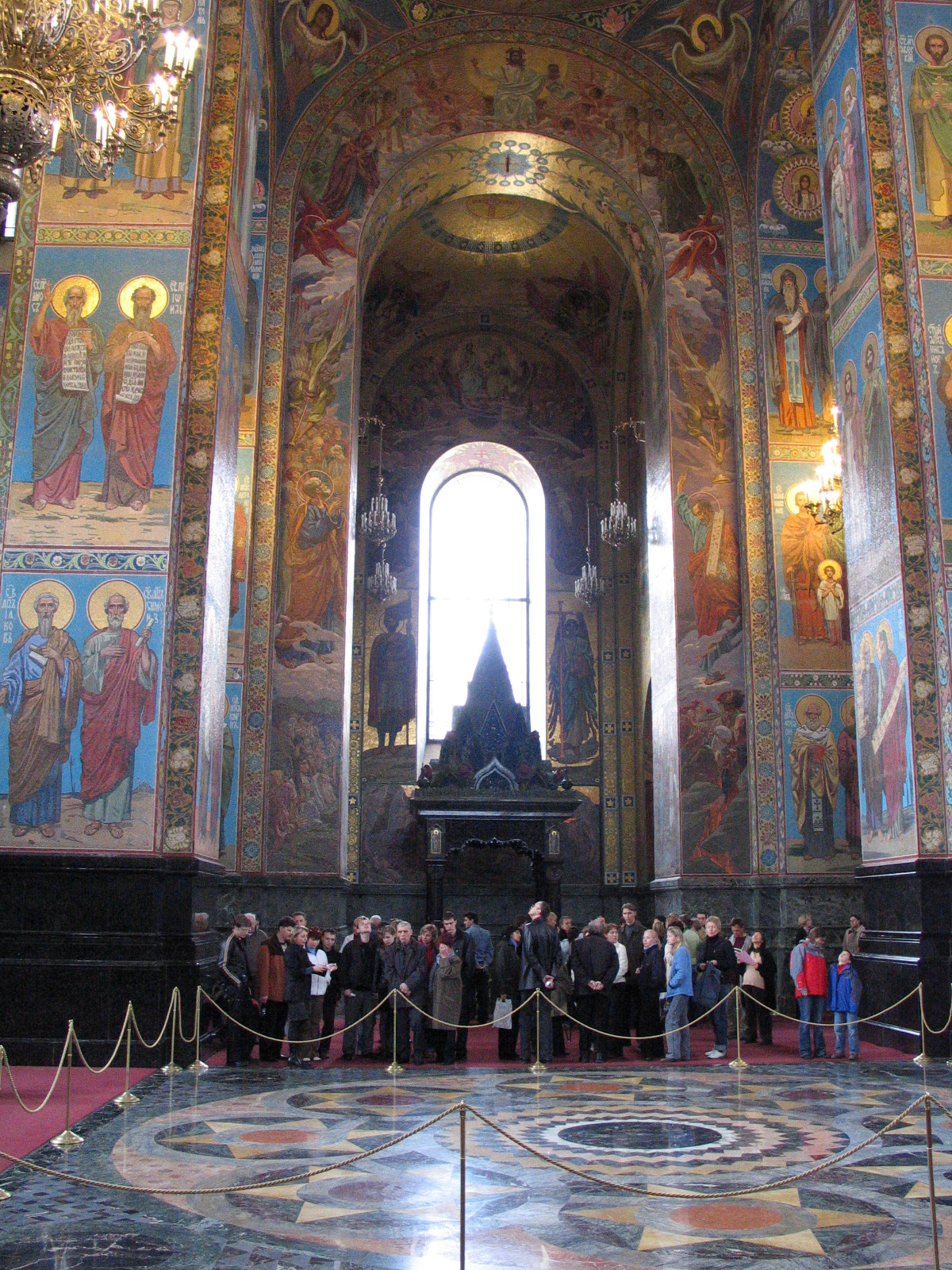
Mozaiky v chrámu

Chrám Kristova vzkříšení – Spasitele na krvi (rusky Собо́р Воскресе́ния Христо́ва на Крови́, Храм Спа́са-на-Крови́) je petrohradský pravoslavný chrám. Byl vybudován na místě, kde byl v roce 1881 spáchán atentát na cara Alexandra II., který na následky atentátu zemřel. Chrám nechal postavit jeho syn Alexandr III. na památku zavražděného cara.

## Historie chrámu
Chrám se začal budovat v roce 1883 a dokončen byl roku 1907. Nachází se u Gribojedova kanálu. Vysoký je 81 metrů a pojme 1 600 lidí. Hlavním architektem byl A. A. Parland. V chrámu se nachází 7 500 m² vzácných mozaik. Stavba je vybudována ve staroruském stylu a nápadně připomíná chrám Vasila Blaženého v Moskvě. Během existence Sovětského svazu byl chrám uzavřen a vydrancován. Mozaiky a vzácné ikony byly poškozeny. Určitou dobu sloužil jako sklad ovoce a zeleniny. Chrám dlouho chátral, po čase byl rekonstruován. Pro veřejnost byl znovu otevřen v roce 1997 a dne 23. května 2004 se v něm konala po mnoha letech první pravoslavná liturgie. Stal se středem zájmu turistů, kteří přijíždějí do bývalého hlavního města Ruska.